# Morcheeba
Morcheeba (MOR — середина пути (англ. middle of the road), cheeba — сленговое название марихуаны) — британский музыкальный коллектив, в музыке которого сочетаются такие стили как трип-хоп, ритм-энд-блюз и диско.

## Биография
Образован в 1995 году братьями Полом (в качестве диджея) и Россом (клавишник и гитарист) Годфри.
Со времени создания и до 2003 года третьей участницей коллектива была вокалистка Скай Эдвардс, участвовавшая в записи первых четырёх альбомов Morcheeba, а после занявшаяся сольной карьерой.
В 2003 году группа выпустила DVD «Morcheeba — From Brixton to Beijing». Первая часть диска «From Brixton to Beijing» («От Брикстона до Пекина») — живые концертные записи, в число которых вошли и недавние выступления в Китае, и концерт в Лондонской Брикстонской Академии, где Morcheeba исполнили свои самые известные хиты. На второй части DVD размещён документальный фильм, который рассказывает о поездке группы в Китай. В него вошли как «дорожные» и бытовые съёмки пребывания коллектива в Поднебесной, так и записи с концертов. Состоялась эта поездка в марте 2003 года. Одной из изюминок диска стал сюжет об экскурсии участников группы к Великой китайской стене.
В пятом альбоме группы «The Antidote» (2005) записалась новая вокалистка Дейзи Марти, певшая до этого в группе Noonday Underground. Затем Марти уволили и для концертных выступлений взяли Джоди Стернберг, но тур в поддержку последнего альбома прошёл уже с участием вокалистки Манды (Manda).
В ходе создания альбома «The Antidote» братья Годфри окончательно утвердились в мысли отказаться от постоянного вокалиста. 4 февраля 2008 года Morcheeba выпустили шестой альбом «Dive Deep» с участием нескольких приглашённых музыкантов и вокалистов, включая Judie Tzuke, Thomas Dybdahl, Cool Calm Pete и Manda.
15 февраля 2010 года было официально объявлено о возвращении в группу вокалистки Скай Эдвардс и воссоединении «золотого» состава группы. 7 июня 2010 г. вышел новый, седьмой по счёту, альбом группы «Blood Like Lemonade», записанный в классическом составе.
Восьмой студийный альбом группы — Head Up High выходит в октябре 2013 года.
В 2014 году коллектив покидает один из его основателей, старший брат Годфри — Пол. Он предлагает Россу и Скай выкупить его долю в названии группы, но стороны не смогли договориться о цене. Из-за этого Росс объявляет, что новых альбомов, выпущенных группой именно под именем Morcheeba больше не будет.
В 2016 году Росс и Скай выпускают новый альбом под своими именами — Skye & Ross. По сути эта та же Morcheeba, но под новым именем. Также в концертных выступлениях коллектива принимали участие сын и супруг Эдвардс и супруга Росса.
В 2018 году Скай объявляет о том, что им удалось восстановить права на имя группы, после чего они выпускают новый, девятый альбом Morcheeba — Blaze Away. В 2021 году коллектив выпускает десятый альбом Blackest Blue.

## Дискография

### Альбомы
- Who Can You Trust? (24 сентября 1996)
- Big Calm (16 марта 1998)
- Fragments of Freedom (1 августа 2000)
- Charango (16 июля 2002)
- The Antidote (9 мая 2005)
- Dive Deep (28 января 2008)
- Blood Like Lemonade (7 июня 2010)
- Head Up High (14 октября 2013)
  - Skye & Ross (2 сентября 2016) (под одноименным названием коллектива)
- Blaze Away (1 июня 2018)
- Blackest Blue (14 мая 2021)

### Сборники
- La Boule Noire (1998) (live)
- Back To Mine: Morcheeba (2001)
- Parts of the Process (The Very Best Of Morcheeba) (2003)
- The Platinum Collection (2005)

### Синглы
- «Trigger Hippie» 1996
- «Never An Easy Way» 1996
- «Tape Loop» 1996
- «The Music That We Hear» (Moog Island) 1997
- «Shoulder Holster» 1997
- «The Sea» 1998
- «Blindfold» 1998
- «Let Me See» 1998
- «Part Of The Process» 1998
- «Summertime» 1998
- «Rome Wasn’t Built In A Day» 2000
- «Be Yourself» 2000
- «World Looking In» 2001
- «Otherwise» 2002
- «Way Beyond» 2002
- «What’s Your Name?» 2003
- «Who Can You Trust?» 1996
- «Wonders Never Cease» 2005
- «Lighten Up» 2005
- «Everybody Loves a Loser» 2005
- «Enjoy the Ride» 2008
- «Gained the World» 2008
- «Even Though» 2010
- «Gimme Your Love» 2013
- «Never Undo» 2018
- «Blaze Away» 2018
- «Sounds Of Blue» 2021
- «Oh Oh Yeah» 2021